# Non è possibile vivere felici seguendo Epicuro
Il dialogo Non è possibile vivere felici seguendo Epicuro (Ὅτι οὐδὲ ἡδέως ζῆν ἔστιν κατ' Ἐπίκουρον - in latino Non posse suaviter vivi secundum Epicurum) di Plutarco è un critica a Epicuro basata su Platone. Il titolo compare al numero 82 del Catalogo di Lampria.

## Struttura
L'opera è concepita come la continuazione dell’Adversus Colotemː dopo il termine di questa lezione, Plutarco e i suoi allievi continuano a discutere di Epicureismo, per concluderne l’esame. Il Non posse suaviter vivi
secundum Epicurum è, in quanto trascrizione di questa conversazione, un dialogo diegematico, tenutosi nel Ginnasio. I protagonisti sono Aristodemo e Teone, mentre Plutarco diventa un personaggio marginale, forse per le critiche che i toni duri dell’opera precedente gli hanno causato. 
L'obiettivo della discussione viene delineato fin dal secondo capitolo: dimostrare che l’applicazione rigorosa dei dettami epicurei non permette di vivere in modo piacevole. Ci si concentra sulla critica platonica alla nozione di piacere di Epicuro, ispirata principalmente alla Repubblica, in particolare al libro IX, nonché al Gorgia, al Protagora e al Filebo. Il secondo nucleo teorico si concentra sulla concezione epicurea del divino e di quanto ci aspetta dopo la morte.